# ۲-کلروبنزوئیک اسید
۲-کلروبنزوئیک اسید (به انگلیسی: 2-Chlorobenzoic acid) یک ترکیب شیمیایی با شناسه پاب‌کم ۸۳۷۴ است. شکل ظاهری این ترکیب، جامد قهوه‌ای روشن است.